# All Star Racing 2
All Star Racing 2 est un jeu vidéo de course, édité par Mud Duck Productions, publié en 2003.

## Système de jeu
All Star Racing 2 est la suite du premier opus homonyme. Le jeu comprend quatre différents modes, chacun possédant son type de véhicule,.